# 1510
1510. је била проста година.

## Рођења

### Јануар
- Википедија:Непознат датум — Николас Дуран Де Вилгањон, француски поморски официр
- Википедија:Непознат датум — Франсиско Васкез де Коронадо, шпански конкистадор

## Смрти

### Јануар
- 17. мај — Сандро Ботичели, италијански сликар